# Youn Sun Nah
Youn Sun Nah  (en coreano 나윤선, nacida en Seúl, 28 de agosto de 1969) es un  artista, intérprete y compositora coreana. Ha editado varios discos.
Su madre era cantante y su padre director del Coro Nacional de Corea. Estudió en Francia y  empezó a dedicarse a la música recién a los 27 años. Aparece en muchos de sus videoclips como en las interpretaciones de las canciones "My Favorite Things" y  "Enter Sandman" de Metallica.
Aunque en Francia ya es una artista muy conocida, el público alemán y de otros países europeos  ha comenzado recién hace un par de años a reconocer sus méritos musicales y su notable capacidad para «convertir en jazz todo lo que toca».
Premiada con la distinción Orden de las Artes y las Letras en 2009. 

## Discografía
- 2001, Reflet
- 2002, Light for the people
- 2003, Down by love
- 2004, So I am
- 2007, Memory Lane
- 2009, Voyage
- 2010, Same Girl
- 2013, Lento
- 2017, She moves on
- 2019, Immersion